# Karl Heinz Moll
Karl Heinz Moll (* 19. Dezember 1924 in Neubrandenburg; † 20. Februar 1982 in Greifswald) war ein deutscher Tierfotograf, Schriftsteller, Ornithologe, Naturschützer und Umweltpädagoge.

## Leben
Er sollte dem Nordosten Deutschlands zeitlebens heimatlich verbunden bleiben. Im Zweiten Weltkrieg geriet er in Kriegsgefangenschaft und kehrte 1947 zurück. Unmittelbar darauf bemühte er sich zusammen mit dem Warener Kreisbeauftragten für Naturschutz und Kreisdenkmalpfleger für Vorgeschichte, Karl Bartels (1884–1957), um eine Wiederaufnahme der ornithologischen Arbeit an der Müritz. Bartels arbeitete zu dieser Zeit auch am Museum Waren (seit 1948 als Leiter) und vermittelte Moll dort noch 1947 eine Anstellung – als Naturschutzwart in der Außenstation am Ostufer der Müritz, dem Haus am Tonloch. Das Areal wurde 1949 in das 4832 Hektar messende Naturschutzgebiet „Ostufer der Müritz“ umgewandelt und Moll behielt seinen dortigen Posten bis 1952. Anschließend studierte er fünf Jahre lang Biologie auf Lehramt. Die Funktion eines ehrenamtlichen Naturschutzwartes für das Ostufer der Müritz übte er im Auftrag der Bezirksnaturschutzverwaltung allerdings noch bis 1969 aus.
Seit 1957 war er als freischaffender Tierfotograf und Buchautor tätig. Er spezialisierte sich insbesondere auf Wild und Vögel – bei letzteren vor allem auf den Kranich, den See- sowie den Fischadler. Anfang der 1960er Jahre wurde Moll ausgewählt, das letzte unvollendete Manuskript von Paul Helmut Drechsler, mit dem er persönlich bekannt gewesen war, fertigzustellen und zu veröffentlichen. Darüber hinaus hielt er knapp 3000 Dia-Vorträge zur heimischen Fauna, unter anderem bei der Urania – Gesellschaft zur Verbreitung wissenschaftlicher Kenntnisse. Er war am 5. Oktober 1956 in Waren Gründungsmitglied der Fachgruppe Ornithologie im Kulturbund der DDR. Auch in Fachgremien auf Kreis-, Bezirks- und Republikebene nahm Moll Verpflichtungen wahr: So amtierte er zeitweilig als Vorsitzender der Warener Kreiskommission „Natur und Heimat“ des Kulturbundes. Zudem war er seit dessen Gründung 1960 beim „Arbeitskreis zum Schutze der vom Aussterben bedrohten Tiere“ innerhalb der Deutschen Akademie der Landwirtschaftswissenschaften Betreuer und Bearbeiter des Fischadlers. Seine Expertise wurde international geschätzt, was sich unter anderem daran zeigt, dass er zum Fischadler Beiträge in bekannten Standardwerken wie Grzimeks Tierleben (1970) und Handbuch der Vögel Mitteleuropas (1971) sowie in einer Publikation der University of Wisconsin–Madison (1969) verfassen durfte.
Er war ein entschiedener Gegner der DDR-Staatsjagd und geriet deshalb mit der SED in Konflikt. Karl Heinz Moll lebte in Waren an der Müritz und starb – im Alter von 57 Jahren – am 20. Februar 1982 in Greifswald.

## Publikationen (Auswahl)
Monographien
- Karl Heinz Moll: Der Fischadler. (= Die Neue Brehm-Bücherei. Band 308). Ziemsen Verlag, Lutherstadt Wittenberg, 1962.
- Paul Helmut Drechsler; Karl Heinz Moll: Aus der Praxis der Tierfotografie. Fotokinoverlag, Halle (Saale), 1963.
- Karl Heinz Moll: In den Wäldern der Hirsche. Ziemsen Verlag, Lutherstadt Wittenberg, 1963.
- Karl Heinz Moll: Unter Adlern und Kranichen. Ziemsen Verlag, Lutherstadt Wittenberg, 1967.
- Karl Heinz Moll (Hrsg.): Tiere vor der Kamera. Fotokinoverlag, Leipzig, 1975, ISBN 978-3-921-42715-6.

Beiträge in Sammelwerken
- Karl Heinz Moll: Adler und Kraniche an der Müritz. In: Klaus Schreiner (Hrsg.): Kurstadt Waren einst und jetzt. (= Veröffentlichungen des Müritz-Museums Waren. Band 11). 1963.
- Karl Heinz Moll: On the osprey situation in the German Democratic Republic. In: Joseph J. Hickey (Hrsg.): Peregrine falcon populations. Their biology and decline. University of Wisconsin Press, Madison, 1969, ISBN 978-0-299-05050-4, Seiten 341–343.

Artikel in Zeitschriften
- Karl Heinz Moll: Tierfotografie und Naturschutz. In: Natur und Heimat. 9. Jahrgang, 1960, Seiten 235–237.
- Karl Heinz Moll: Kranichbeobachtungen aus dem Müritzgebiet. In: Beiträge zur Vogelkunde. Band 8, 1963, Seiten 221–253, 368–388 und 412–439.
- Karl Heinz Moll: Der Fischadler. In: Der Falke – Journal für Vogelbeobachter. Band 14, 1967, Seiten 134–135.